# Pezuela de las Torres
Pezuela de las Torres est une commune de la communauté de Madrid, en Espagne.